# 朗茨维莱尔
朗茨维莱尔（法語：Rantzwiller，发音：[ʁant͡svilɛʁ]；德语：Rantsweiler）是法国上莱茵省的一个市镇，属于米卢斯区（Mulhouse）和布伦什塔特县（Brunstatt）。该市镇总面积5.47平方公里，2009年时的人口为794人。

## 人口
朗茨维莱尔人口变化图示